# Torre Mayor

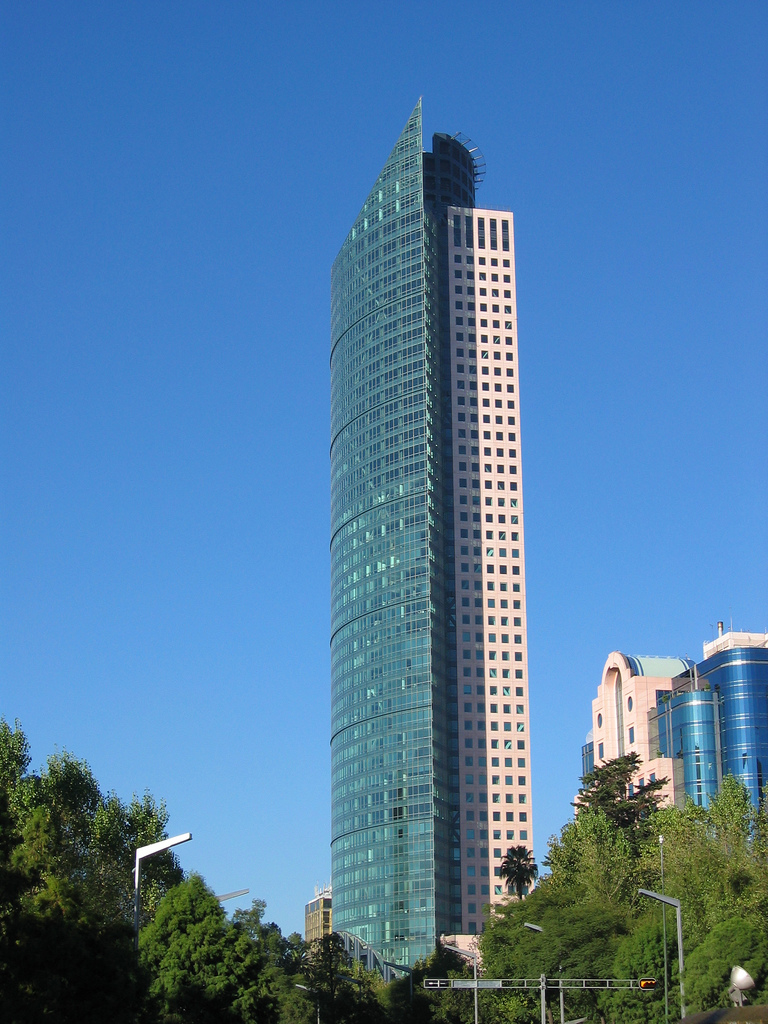
Die Torre Mayor dominiert die Skyline von Mexiko-Stadt entlang des Paseo de la Reforma.

Der Torre Mayor (dt. „Hauptturm“ oder „Größter Turm“) ist ein Wolkenkratzer in der mexikanischen Hauptstadt Mexiko-Stadt. Die oberste, 55. Etage befindet sich in einer Höhe von 225,60 Meter; rechnet man bis zur Spitze des Gebäudes, erreicht er eine Höhe von 228 Meter. Damit war der Torre Mayor das höchste Gebäude Mexikos, wurde aber mittlerweile von den sich gleich nebenan befindenden Torre Reforma (2016, 246 m) und Torre BBVA Bancomer (2015, 235 m), sowie dem Torre KOI (2017, 280 m) übertroffen.
Der Bau befindet sich an der Paseo de la Reforma, einer der bedeutendsten Boulevards der Stadt und trägt die Hausnummer 505; an dieser Stelle befand sich vorher das Cine Chapultepec. Der Bau erfolgte im Auftrag der kanadischen Firma Reichmann International. Baubeginn war im Jahre 1999. Fertiggestellt wurde der Turm im Jahr 2003. Im Dezember 2004 wurde in der 52. Etage eine Aussichtsplattform eröffnet, die später wieder geschlossen wurde.
Angesichts der Erdbebengefährdung der Stadt – ein Beben der Stärke 8,1 im Jahre 1985 hatte viele tausend Tote gefordert – musste das Hochhaus möglichst erdbebensicher gestaltet werden. Neben dem U.S. Bank Tower in Los Angeles gilt der Torre Mayor als erdbebensicherstes Hochhaus der Welt, das auch den Erschütterungen eines Erdbebens der Stärke 8,5 noch standhalten soll.
Der österreichische Base-Jumper Felix Baumgartner sprang am 31. Januar 2006 aus dem 52. Stock des Torre Mayor und landete sicher auf der Straße Reforma. Wegen der hohen Lage von etwa 2240 Metern, die Fall und Geschwindigkeit beeinträchtigte, bezeichnete er den Sprung als seinen kompliziertesten bisher, da er den Fallschirm aktiv steuern und besonders auf umliegende Gebäude Rücksicht nehmen musste.